# Arcturides
Arcturides är ett släkte av kräftdjur. Arcturides ingår i familjen Arcturididae.
Arcturides är enda släktet i familjen Arcturididae.
Kladogram enligt Catalogue of Life:
| Arcturides | \| \| Arcturides acuminatus \| \| \| \| \| \| Arcturides cornutus \| \| \| \| |
|            | \| \| Arcturides acuminatus \| \| \| \| \| \| Arcturides cornutus \| \| \| \| |
|            | Arcturides acuminatus                                                         |
|            |                                                                               |
|            | Arcturides cornutus                                                           |
|            |                                                                               |